# Sylvio Alves
Sylvio Alves (São Paulo, 26 de setembro de 1926) foi um pintor e professor brasileiro. Foi especialmente reconhecido por seus retratos e obras baseadas no trabalho de Hercules Florence -- várias destas últimas em exposição na Sala das Monções no Museu Paulista da Universidade de São Paulo.
Trabalhou como professor de artes na Fundação Armando Alvares Penteado.
Realizou seus estudos iniciais de arte no Liceu de Artes e Ofícios de São Paulo, de 1945 a 1949, passando depois por formações na Scuola Delle Arti Ornamentali e no Instituto Nacional D'Archeologia e Storia dell'Arte, na Itália, e na Ecole D'Art Italien, na França.
Participou de diversas exposições individuais e coletivas, principalmente o Salão Paulista de Belas Artes, entre 1942 e 1982.

## Lista de pinturas
| Título                                                              | Imagem | Data      | Material         | Coleção                                                | Referência     |
| ------------------------------------------------------------------- | ------ | --------- | ---------------- | ------------------------------------------------------ | -------------- |
| Desenho de flores                                                   |        |           | desenho aquarela | Coleção Museu Paulista Coleção Harold Alexandre Hummel |                |
| Fazendeiros Pescando - Rio Atibaia, 1840                            |        | século XX | tinta a óleo     | Coleção Museu Paulista Coleção Fundo Museu Paulista    | kwFtwAQ97UAfog |
| Mogi das Cruzes                                                     |        | 1944      | tinta a óleo     | Coleção Museu Paulista Coleção Fundo Museu Paulista    | FwE9Xm5SsafE-A |
| Fazenda de Ibicaba                                                  |        | século XX | tinta a óleo     | Coleção Museu Paulista Coleção Fundo Museu Paulista    | 4gERfcm6ya643w |
| Fazenda de café em Campinas, 1840                                   |        | século XX | tinta a óleo     | Coleção Museu Paulista Coleção Fundo Museu Paulista    |                |
| Pirapora, 1830                                                      |        | século XX | tinta a óleo     | Coleção Museu Paulista Coleção Fundo Museu Paulista    | wgHExD2V36-5og |
| Porto Feliz, 1826                                                   |        | século XX | tinta a óleo     | Coleção Museu Paulista Coleção Fundo Museu Paulista    | ygGruLZt3E16xQ |
| Vista de Porto Feliz, 1826                                          |        | século XX | tinta a óleo     | Coleção Museu Paulista Coleção Fundo Museu Paulista    | cgGE4efUcVIlWA |
| Fazenda de Antônio Manuel Teixeira na Venda Grande - Campinas, 1845 |        | século XX | tinta a óleo     | Coleção Museu Paulista Coleção Fundo Museu Paulista    | 4QFAmn6nalGNwA |
| Engenho de pilões para café, 1850                                   |        | século XX | tinta a óleo     | Coleção Museu Paulista Coleção Fundo Museu Paulista    | XAGBC--j0eClsw |
| Sítio do Capitão José Manoel, Porto Feliz, 1839                     |        | 1943      | tinta a óleo     | Coleção Museu Paulista Coleção Fundo Museu Paulista    | jwFJ4Uy5vJxNtQ |
| Sítio do Capitão José Manuel, Porto Feliz, 1839                     |        |           | tinta a óleo     | Coleção Museu Paulista                                 |                |
| Venda Grande, Campinas, 1840                                        |        |           | tinta a óleo     | Coleção Museu Paulista                                 |                |